# Sh2-62
Sh2-62 è una nebulosa a emissione visibile nella costellazione della Coda del Serpente.
Si individua nella parte orientale della costellazione, circa 2° a sudest della stella η Serpentis sul confine con la costellazione dello Scudo; la sua luce filtra attraverso una fessura del grande complesso di nebulose scure che costituiscono la Fenditura dell'Aquila. Il periodo più indicato per la sua osservazione nel cielo serale ricade fra giugno e novembre; trovandosi a soli 4° dall'equatore celeste, può essere osservata indistintamente da tutte le regioni popolate della Terra.
La difficoltà maggiore che si incontra nello studio di questa regione H II è dovuta alla sua posizione, dato che appare oscurata da dense nubi di polveri non illuminate; la sua distanza è stata ricavata dallo studio della giovane protostella MWC297, associata a questa nebulosa, che ha fornito un valore di 260 parsec (848 anni luce). Sh2-62 si trova pertanto all'interno del Braccio di Orione, sul bordo della Cintura di Gould. Il catalogo di nebulose compilato da Bernes nel 1977 indica quest'oggetto come una nebulosa a riflessione.